# Лукьянов, Владимир Сергеевич (лыжник)
Владимир Сергеевич Лукьянов (1952—2009) — советский спортсмен, лыжник, мастер спорта международного класса; чемпион СССР 1975, 1976, 1980 годов в эстафете 4×10 км, 1980 года — на дистанции 70 км; заслуженный тренер России.

## Биография
Родился 8 декабря 1952 года в городе Сходня Московской области.
С 12 лет стал заниматься лыжными гонками на спортивной базе «Трудовые резервы» в деревне Голиково (Химки). С 1966 года тренировался и выступал в Московской области за спортивное общество «Спартак», тренировался у В. В. Ломакина. С мая 1971 года начал подготовку в специализированной группе под руководством заслуженного тренера СССР П. К. Колчина.
Окончил Московский областной государственный институт физической культуры, получив специальность тренер-преподаватель. Занимался лыжным спортом, выступал за спортивное общество «Динамо». Был чемпионом СССР в эстафетной гонке 4×10 км (1975, 1976, 1980) и в стайерской гонке на 70 км (1980). Серебряный призёр чемпионатов СССР на дистанциях 30 км (1980) и 70 км (1981, 1982), а также в эстафете 4×10 км (1979, 1982). Бронзовый призёр эстафеты 4×10 км (1974) и на дистанции 30 км (1981). Также был чемпионом Европы среди юниоров в эстафете 3х10 км (1972) и серебряный призёр на дистанции 10 км (1972). В 1973 году был чемпионом СССР среди молодёжи в эстафете 3х10 км.
В 1970-е годы Лукьянов на протяжении многих лет входил в сборную СССР, выступал в одной команде с Фёдором Симашовым, Сергеем Савельевым, Николаем Бажуковым, Василием Рочевым, Анатолием Шмигуном, Александром Юрасовым.
С 1982 года находился на тренерской работе с лыжниками, а с 1984 года — с биатлонистами. Оставив спорт, работал заместителем председателя правления ОАО «КБ Вега-банк».
Умер 8 апреля 2009 года, похоронен в деревне Голиково (Химки). В Сходне проводится соревнование «Сходненская лыжня», посвященное В. С. Лукьянову.